# Françoise-Louise de Warens
Françoise-Louise de Warens, geboren als Françoise-Louise De la Tour, meestal Madame de Warens genoemd (Vevey, 31 maart 1699 - Chambéry, 29 juli 1762) was de weldoenster, tutor en minnares van de filosoof en schrijver Jean-Jacques Rousseau.
Warens betreft een heerlijkheid; een seigneurerie. De eigenlijke Franse naam is Vuarrens. Warens is de gegermaniseerde vorm. Zij mocht zich officieel Dame de Warens noemen, ofwel in het Nederlands Vrouwe van Warens, tot de heerlijkheid in 1728 verkocht werd. Zij gaf zich na haar echtscheiding in 1727 uit voor baronne de Warens et de Saint-Empire, maar zij had geen recht op die titel. Na haar herdoop in 1726 voegde zij Éléonore toe aan haar voornaam.
Françoise-Louise-Éléonore de Warens leidde een voor haar tijd ongewoon libertijns leven. In zijn autobiografie Les Confessions geeft Rousseau haar de naam Louisa-Eleanore de Warrens. Volgens hem was zij het die hem inwijdde in de wereld van de liefde, cultuur en muziek en zou hij zonder haar mogelijk niet de man zijn geweest die hij geworden was.

## Biografie

### Afkomst en opvoeding
Françoise-Louise was afkomstig uit een deftige protestantse immigrantenfamilie uit het kanton Vaud. Zij was de dochter van Jean-Baptiste De la Tour (1662-1709) en Jeanne-Louise Warnéry, een weduwe van M. Blancheray. Haar vader was een arts die zowel mensen als dieren verpleegde. Hij experimeerde met medische kruiden, een interesse die zijn dochter in haar latere leven zou overnemen. In 1704 stierf haar moeder. Haar vader hertrouwde een jaar later met Marie Flavard. De opvoeding van Françoise-Louise kwam na het overlijden van haar moeder in handen van twee zussen van haar vader. De oudste, tante Louise, voedde haar op. Toen deze in 1709 stierf, ging zij bij haar vader wonen. Na zijn dood, later dat jaar, werd zij door haar stiefmoeder naar een kostschool in Lausanne gestuurd. Onderwijs genoot zij tot haar twaalfde jaar. Françoise-Louise was muzikaal aangelegd. Zij speelde klavecimbel en zong.

### Huwelijk
Op 22 september 1713 trouwde zij tegen haar zin met de 25-jarige officier Sébastien-Isaac de Loÿs de Villardin, heer van Vuarrens. Ze leidden een luxueus leven in Vevey. Françoise-Louise deed er een poging om wijn te verkopen, maar omdat zij geen officiële ingezetene was, werd haar dat verboden en het echtpaar verhuisde naar Lausanne toen zij negentien jaar oud was.
Daar kreeg zij een verhouding met de militair Etienne-Sigismond de Tavel uit Bern en mogelijk met de vijfentwintig jaar oudere pastoor Perret. Zij raakte zwanger, maar het is vandaag de dag niet bekend van wie. Het kind kwam dood ter wereld, mogelijk na een abortus. Hierbij stierf zij bijna, stelde zelfs een testament op, maar genas ten slotte toch. Daarna kon zij geen kinderen meer krijgen.
Met Elie Laffon, een zoon van gevluchte hugenoten, startte zij in 1724 een fabriek voor zijden kousen, maar de onderneming was geen succes. In 1726 verliet zij haar echtgenoot. Zij pakte tijdens zijn afwezigheid dure huisraad in en liet die naar een veerboot brengen met bestemming Évian. Zij deed voorkomen dat zij naar de ernaast gelegen plaats Amphion-les-Bains ging voor een kuur en haar onwetende echtgenoot bracht haar naar de boot. In Évian wierp zij zich in het openbaar voor de voeten van koning Victor Amadeus II van Sardinië en vroeg om zijn bescherming.

### In Annecy
Aangezien de plaatselijke bevolking de kniebuiging van de voorname Dame de Warens niet kon waarderen, werd zij voor haar eigen veiligheid met een gewapende escorte overgebracht naar de stad Annecy, met de opdracht om in ruil voor een jaarlijkse toelage protestantse jongeren op te vangen en te bekeren tot het rooms-katholieke geloof. Het huis waarin ze verbleef, was eigendom van de minister van financiën van het koninkrijk Sardinië.
In Annecy kwam zij onder de hoede van monseigneur Michel-Gabriel-Antoine de Rossillon de Bernex (1657-1734), bisschop van Annecy-Genève. Hij herdoopte haar op 8 september 1726. De bisschop zou haar de rest van zijn leven dochter blijven noemen. Zij sprak hem altijd aan met vader. Om haar meer armslag te geven, verhoogde hij haar jaarlijkse toelage tot 2500 Piëmontese ponden. In 1727 scheidde zij officieel van haar man. De bisschop liet dat jaar in Parijs een schilderij van haar maken door de portretschilder Nicolas de Largillière. Hij hing het werk bij hem thuis op. De twee bleven tot aan zijn dood innig contact houden. Hedendaagse historici gaan ervan uit dat Madame de Warens, mede vanwege haar hoge toelage, ook gediend heeft als een spionne voor de koning van Sardinië; waarschijnlijk was zij een verbindingsofficier.

### Komst Rousseau
Op Palmzondag in 1728 klopte de toen vijftienjarige Rousseau bij haar aan, nadat hij was weggelopen uit Genève en van een pastoor haar adres had gekregen. In zijn Bekentenissen beschrijft Rousseau veertig jaar later dat hij haar thuis niet aantrof. Zij was naar de kerk, werd hem verteld. Hij haalde haar in op een pad dat langs een beek liep. Toen hij bij haar in de buurt kwam, draaide zij zich om. Hij had de blik van een oude kwezel verwacht, zo schrijft hij, maar tot zijn blijde verrassing bleek hij in de ogen van een jonge, mooie vrouw te kijken.
Zij stuurde hem door naar Turijn om in een seminarie voor priester te studeren. Na twee weken bekeerde hij zich tot het rooms-katholieke geloof. Hij keerde na twee maanden terug. Zij fungeerde voor hem als een surrogaat-moeder, die Rousseau nooit had gekend en hij is haar altijd maman blijven noemen. Zij stuurde hem op schermles en leerde hem stijldansen.

## Chambéry

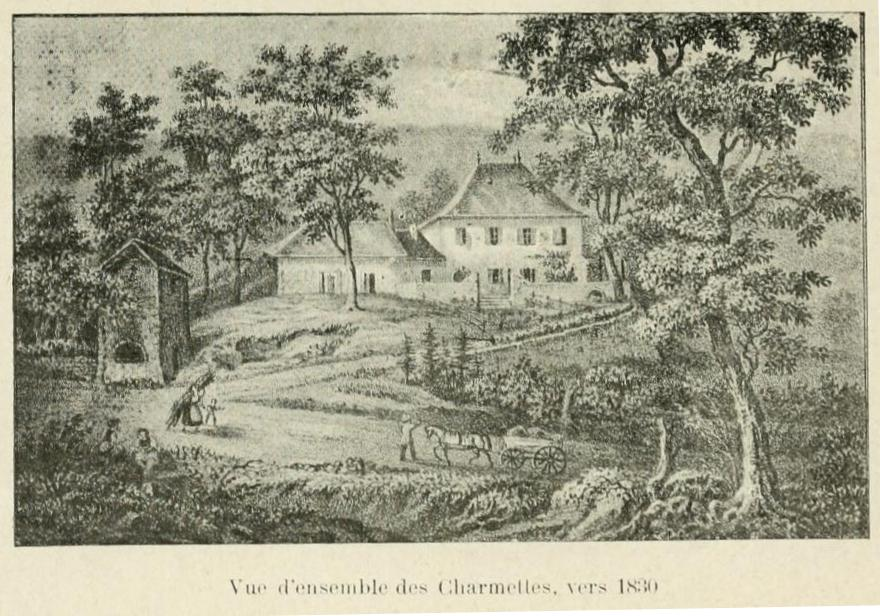
Het huis in Chambéry waar Jean-Jacques Rousseau met Madame de Warens woonde 1735-6. Schets omstreeks 1830.

Rond 1732 verhuisde zij naar Chambéry en bezorgde Rousseau een baantje bij het kadaster. Madame de Warens had een voorkeur voor kwakzalverij en alchemie. Zij bezat een kleine botanische tuin waar de zeven jaar jongere Zwitser Claude Anet als kenner van medische planten werkzaam was en met wie zij een verhouding had. Hij was haar tuinman geweest toen zij nog getrouwd was. Hij was haar kort na haar vertrek uit Vevey al gevolgd naar Annecy. Madame de Warens deed een mislukte poging om een school voor medicijnen te starten en wekelijks werd bij haar muziek gemaakt onder leiding van de plaatselijke koordirigent.
Volgens zijn autobiografie Bekentenissen had Madame de Warens Rousseau in de herfst van 1732 gevraagd haar minnaar te worden en had zij hem een week bedenktijd gegeven. Rousseau was al verliefd op haar en stemde toe. Naar eigen zeggen was zij de eerste vrouw die hij in zijn armen hield. Het was een driehoeksverhouding, want met Anet bedreef zij nog steeds de liefde. Rousseau wist daarvan. Anet stierf op 13 maart 1734 aan borstvliesontsteking.
Vanaf 1735 verbleven ze gedurende het zomerseizoen in het landhuis Les Charmettes, in de gelijknamige vallei vlak bij Chambéry.
Rousseau was een ramp als beheerder van de boerderij die Madame de Warens er eveneens bestierde en zij nam als vervanging de Zwitser Jean-Samuel-Rodolphe Wintzenried, vier jaar jonger dan Rousseau, als huismeester in dienst. Ook deze deelde het bed met haar en bleef voor haar twintig jaar onmisbaar. Volgens Rousseau bood zij hem aan om opnieuw een driehoeksverhouding te beginnen, maar hij zou dat huilend en op zijn knieën geweigerd hebben.
Nadat Rousseau na zijn 25ste verjaardag zijn deel ontving van zijn moeders erfenis, vroeg Madame de Warens om een gedeeltelijke betaling van alle onkosten die zij voor hem gemaakt had en hij betaalde haar. Kort daarna vertrok hij mede op advies van Madame de Warens om zich te laten genezen voor een vermeende ziekte.
Madame de Warens begon werkplaatsen voor de fabricage van zeep en chocolade en zette mijnen op voor de winning van kolen en ijzererts. Alle ondernemingen mislukten. In de zomer van 1741 keerde Rousseau voor enkele maanden bij haar terug. Voor het laatst ontmoetten ze elkaar in 1754, toen Rousseau met Thérèse Levasseur op weg was naar Genève.
Rousseau is haar nooit vergeten. Toen hij in 1767 terugkeerde uit Engeland, ging hij naar haar op zoek om te ontdekken dat zij zes jaar eerder in armoede overleden was. De laatste woorden die hij schreef, enkele maanden voor zijn dood, gingen over haar.

## Trivia

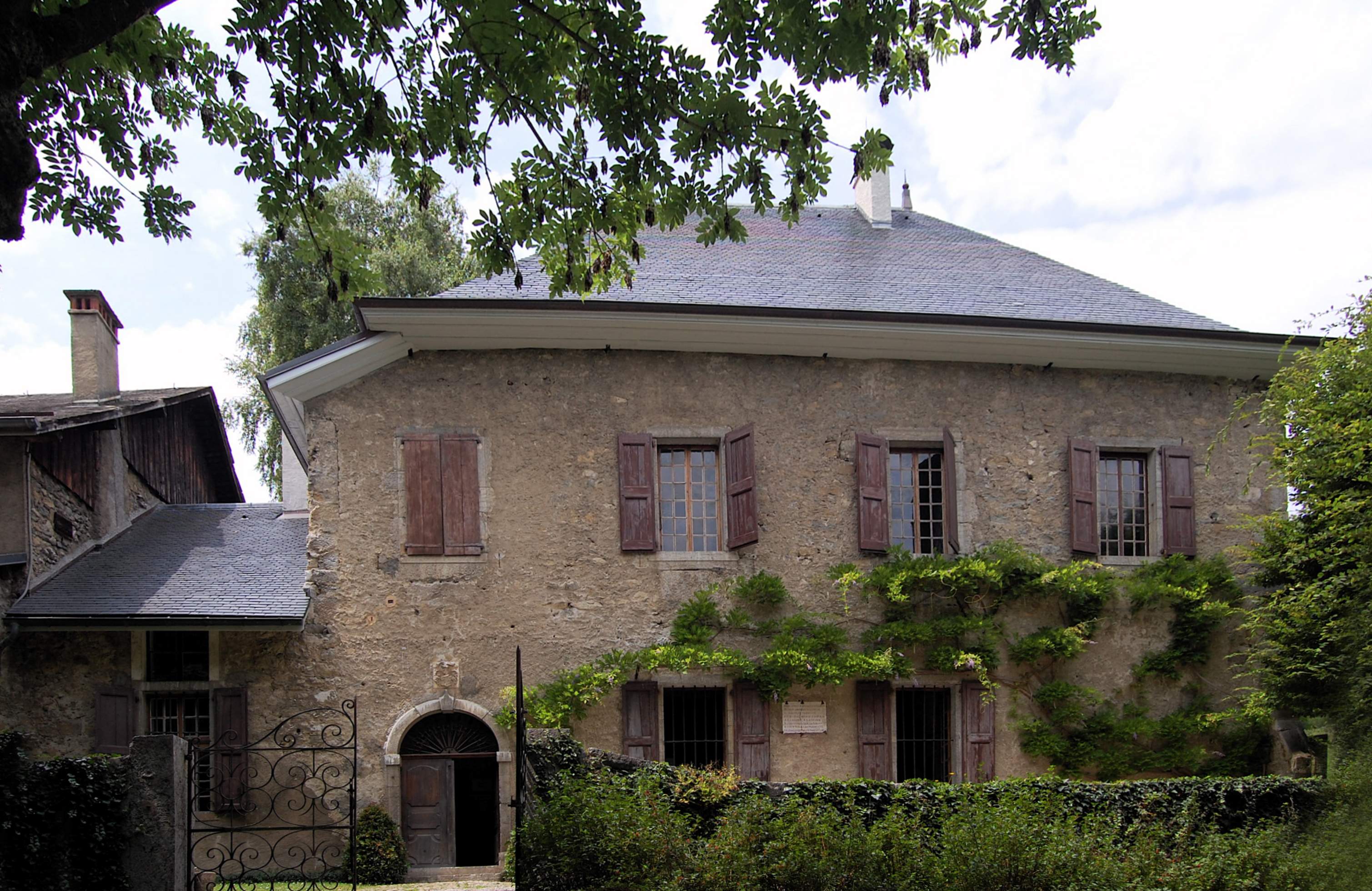
Het landhuis Les Charmettes; nu een museum.

- Het huis waar Madame de Warens in Chambéry woonde, is behouden gebleven. Het staat aan Rue de Boigne 13.[23]
- Het landhuis Les Charmettes, nabij Chambéry waar De Warens en Rousseau in de zomers van 1735, 1736, 1737 en 1741 woonden, staat er nog. Het is nu een museum over Rousseau.[24]
- François Amédée Doppet (1753-1799), een Franse arts, schrijver en generaal-majoor, publiceerde in 1786 biografieën over Madame de Warens en Claude Anet. Hij wilde tegengas bieden aan de volgens hem vele negativiteiten over De Warens in de autobiografie Les Confessions van Jean-Jacques Rousseau. Ten onrechte deed hij voorkomen dat zijn werk, in de ik-vorm, door Madame de Warens geschreven was. Het wordt daarom beschouwd als apocrief. Hij gaf het in zijn geboorteplaats Chambéry uit onder de titel 'Mémoires de Madame de Warens, suivis de ceux de Claude Anet' ('Herinneringen van mevrouw De Warens, gevolgd door die van Claude Anet').